# Berta Carles i Bové
Berta Carles i Bové   (Igualada, 27 de febrer de 1984) és una exjugadora i entrenadora de futbol catalana i actual preparadora física del Futbol Club Barcelona Femení.

## Trajectòria
Després d'iniciar-se a les files del Club de Futbol Igualada, la temporada 2003-04 fitxà pel RCD Espanyol i la següent pel FC Barcelona durant tres temporades fins al 2007. Formà part de la selecció catalana en diferents categories, i el 2010 va ser seleccionadora catalana sub-16. Després de trencar-se els lligaments creuats d'ambdós genolls, es formà en tasques tècniques.
Com a segona entrenadora del Barça de Xavi Llorens, el 2012 guanyà la seva primera lliga de la història, i el 2021 la primera Lliga de Campions del club formant part de l'equip tècnic de Lluís Cortés ja com a preparadora física.